# Penisna kost
Penisna kost (lat. Os penis, Os priapi ili Baculum) je kost u penisu, vanjskom muškom spolnom organu koji služi za reprodukciju i mokrenje.
Penisna kost pojavljuje se samo kod nekih sisavaca (primati (osim čovjeka), zvijeri, kukcožderi, šišmiši), a kod nekih je to samo hrskavičasta struktura. Pri tome se radi o okoštalom spužvastom tkivu penisa (Corpus cavernosum penis). Najpoznatiji fosilni nalaz penisne kosti je kod špiljskih medvjeda.
U sistematici morfologija penisne kosti ponekad služi za razlikovanje blisko srodnih vrsta. Kod čovjeka se struktura slična penisnoj kosti može pojaviti samo u slučaju rijetkih nasljednih bolesti.